# Adam Baryłka
Adam Jerzy Baryłka (ur. 20 lipca 1978 w Warszawie) – polski inżynier budownictwa lądowego, magister inżynier architekt, doktor habilitowany nauk technicznych, profesor Wojskowej Akademii Technicznej, biegły sądowy i rzeczoznawca, biegły skarbowy, twórca Międzynarodowej Konferencji Naukowo-Technicznej nt. Problemów Inżynierii Bezpieczeństwa Obiektów Antropogenicznychoraz Polskiego Stowarzyszenia Rzeczoznawców i Biegłych Sądowych oraz Stowarzyszenia Inżynierów i Techników Przemysłu Materiałów Budowlanych, działacz w dziedzinach naukowo-technicznych, redaktor czasopism naukowo-technicznych.

## Życiorys i działalność zawodowa
W 2003 ukończył studia na Wydziale Inżynierii Lądowej Politechniki Warszawskiej uzyskując tytuł inżyniera budownictwa lądowego (w specjalności inżynieria produkcji budowlanej), a w 2005 na Wydziale Inżynierii Chemii i Fizyki Technicznej Wojskowej Akademii Technicznej im. Jarosława Dąbrowskiego w Warszawie uzyskując tytuł magistra inżyniera budownictwa (w specjalności organizacja i zarządzanie w budownictwie), a w 2017 Wyższej Szkoły Ekologii i Zarządzania w Warszawie uzyskując tytuł magistra inżyniera architekta.
W 2006 założył Centrum Rzeczoznawstwa Budowlanego i pełnił w nim funkcję dyrektora generalnego i prokurenta do roku 2021.
Jednocześnie pracuje przy Sądach Okręgowych w Warszawie, w Warszawie-Pradze i we Włocławku jako biegły sądowy z zakresu budownictwa ogólnego oraz wyceny maszyn, urządzeń i pojazdów oraz jako biegły skarbowy i rzeczoznawca ds. jakości produktów lub usług.
Jest również rzeczoznawcą Stowarzyszenia Inżynierów i Techników Mechaników Polskich w specjalności maszyn i urządzeń dźwigowych oraz wyceny maszyn, urządzeń i pojazdów. Jest rzeczoznawcą budowlanym w specjalności konstrukcyjno-budowlanej obejmującej wykonawstwo i projektowanie bez ograniczeń i projektantem w specjalności architektonicznej, konstrukcyjno-budowlanej i instalacyjnej oraz drogowej bez ograniczeń.
Przy Narodowym Centrum Badań i Rozwoju pełni funkcję eksperta w zakresie inżynierii lądowej.
Od kwietnia 2021 r. pełni funkcję dyrektora Departamentu Architektury, Budownictwa i Geodezji w Ministerstwo Rozwoju, Pracy i Technologii.

## Działalność stowarzyszeniowa
W 2017 powołał do życia Polskie Stowarzyszenie Rzeczoznawców i Biegłych Sądowych i zostaje jego prezesem.
W latach 2018–2021 był prezesem Oddziału Warszawskiego Stowarzyszenia Inżynierów i Techników Mechaników Polskich. Funkcję wiceprezesa ds. naukowych Oddziału Warszawskiego SIMP pełnił w latach 2014-2018. Od 2023 jest członkiem Komisji Kwalifikacyjnej przy PSRiBS do stwierdzania kwalifikacji na stanowiskach pracy związanych z dozorem i eksploatacją.
W latach 2019–2022 był wiceprezesem Federacji Stowarzyszeń Naukowo-Technicznych Naczelnej Organizacji Technicznej.
Od 2020 pełni funkcję prezesa Zarządu Głównego Stowarzyszenia Inżynierów i Techników Przemysłu Materiałów Budowlanych W latach 2018–2020 był wiceprezesem ZG SITPMB,  w latach 2016-2017 pełnił funkcję sekretarza Oddziału przy ZG SITPMB.

## Działalność dziennikarska
Jest redaktorem naczelnym czasopisma naukowo-technicznego „Inżynieria Bezpieczeństwa Obiektów Antropogenicznych".
W latach 2015–2016 był redaktorem naczelnym czasopisma „Biegły Sądowy".
Popularyzuje wiedzę naukowo-techniczną i przyczynia się do poprawy bezpieczeństwa w budownictwie krajowym pełniąc funkcję członka Rady Naukowej i Programowej czasopism naukowo-technicznych „Przegląd Techniczny”, „Budownictwo i Prawo”, „Aparatura Badawcza i Dydaktyczna”, „Modern engineering”, „Safety & Defense" oraz „Rzeczoznawca", „Dozór Techniczny", „Builder", „Materiały Budowlane".

## Działalność organizacyjna
Propaguje rozwój polskiej myśli technologicznej i inżynieryjnej w kraju i za granicą. W 2015 był pomysłodawcą i organizatorem pierwszej Ogólnopolskiej Konferencji naukowo-technicznej nt. Problemów Inżynierii Bezpieczeństwa Obiektów Antropogenicznych, pełniąc funkcję Przewodniczącego Komitetu Organizacyjnego. Dwa lata później rozszerzył zakres konferencji na arenę międzynarodową i był organizatorem pięciu kolejnych edycji Międzynarodowej Konferencji naukowo-technicznej pt. Problemy Inżynierii Bezpieczeństwa Obiektów Antropogenicznych(2015, 2017, 2019, 2021, 2023).
Rozwija działalność na Mazowszu w celu poprawy świadomości inżynieryjnej w zakresie nauk technicznych działając w Komitecie Organizacyjnym Warszawskich Dni Techniki oraz Mazowieckich Dni Techniki. W 2017 był Przewodniczącym Komitetu Mazowieckiego Olimpiady Wiedzy Technicznej. Był członkiem Kapituły Konkursu Laur Innowacyjności 2018 oraz członkiem Komitetu Organizacyjnego konferencji EKOMILITARIS (2018, 2019). Od 2021 członek Jury Ogólnopolskiego Konkursu "Modernizacja Roku & Budowa XXI w."

## Odznaczenia i wyróżnienia
- Srebrny Medal za Zasługi dla Obronności Kraju – Minister Obrony Narodowej
- Brązowy Krzyż Zasługi (2021)[24]
- Odznaka honorowa Za zasługi dla budownictwa – Minister Infrastruktury i Budownictwa
- Złota i Srebrna Odznaka Honorowa Naczelnej Organizacji Technicznej
- Złota i Srebrna Odznaka Honorowa Stowarzyszenia Inżynierów i Techników Mechaników Polskich
- Złota i Srebrna Odznaka Honorowa Stowarzyszenia Inżynierów Techników Przemysłu Materiałów Budowlanych
- Srebrna Odznaka Honorowa Polskiej Izby Inżynierów Budownictwa
- Odznaka im. Henryka Mierzejewskiego Stowarzyszenie Inżynierów i Techników Mechaników Polskich
- wyróżnienie w kategorii Nauka w XXIII Plebiscycie „Złoty Inżynier” "Przeglądu Technicznego" (2016)

## Publikacje
Jest autorem 20 samodzielnych publikacji książkowych z zakresu budownictwa. Jest także współautorem książki pt. „Funkcje techniczne w budownictwie” oraz „Poradnika dla zarządców nieruchomości” i czterech kolejnych monografii naukowych Jest również autorem i współautorem kilkuset artykułów i referatów techniczno-prawnych nt. utrzymania obiektów budowlanych oraz inżynierii bezpieczeństwa obiektów budowlanych – publikowanych w czasopismach naukowo – technicznych oraz prezentowanych na seminariach i konferencjach naukowo-technicznych w kraju i za granicą.